# Rodolfo Gamarra
Rodolfo Vicente Gamarra Varela (* 10. Dezember 1988 in Asunción, Paraguay) ist ein paraguayischer Fußballspieler. 

## Karriere
Der lediglich 1,68 Meter große Gamarra begann mit dem Fußball spielen bei Sportivo Limpeño und wechselte 2004 zu den Junioren von Libertad Asunción. Mit der U16-Nationalmannschaft Paraguays gewann er im selben Jahr die Südamerikameisterschaft. 
Zu seinem ersten Profieinsatz in der Primera División de Paraguay mit Libertad kam Gamarra, dessen Stärken im Spielaufbau und in der Torvorbereitung liegen, am 18. November 2008 beim 1:1 gegen den FC Tacuary. Knapp ein Jahr nach seinem Debüt in der höchsten paraguayischen Spielklasse, bestritt er im Oktober 2009 in einem Freundschaftsspiel gegen Chile sein erstes A-Länderspiel.
Obwohl er bis zu diesem Zeitpunkt nur zwei Länderspiele gemacht hatte, berief ihn Paraguays Nationaltrainer Gerardo Martino in den Kader für die Fußball-Weltmeisterschaft 2010, bei der Paraguay bis ins Viertelfinale kam, Gamarra jedoch nicht eingesetzt wurde. Im Vorbereitungsspiel gegen Irland kam er am 25. Mai 2010 zu seinem letzten Länderspiel.
Gamarra blieb Libertad bis 2016 treu und war in dieser Zeit lediglich ein Jahr an Club Cerro Porteño ausgeliehen. Nach seiner Rückkehr kam er jedoch nur noch selten zum Einsatz. Er verließ den Klub Anfang 2017 zum Lokalrivalen Club Guaraní. Auch hier spielte er mit seiner Mannschaft um die Meisterschaft. Mitte 2019 wechselte er nach Brasilien zu CS Alagoano. Dort konnte er sich nicht durchsetzen und heuerte Anfang 2020 CD Cobresal an.

## Titel und Erfolge
- Paraguayische Primera División 2008 und 2009